# Bayerotrochus philpoppei
Bayerotrochus philpoppei is een slakkensoort uit de familie van de Pleurotomariidae. De wetenschappelijke naam van de soort is voor het eerst geldig gepubliceerd in 2006 door Anseeuw, Poppe & Goto.